# Associazione Calcio Ospitaletto 1988-1989
Questa voce raccoglie le informazioni riguardanti l'Associazione Calcio Ospitaletto nelle competizioni ufficiali della stagione 1988-1989.

## Rosa
| N. |                   | Ruolo | Calciatore           |
| -- | ----------------- | ----- | -------------------- |
|    | Italia (bandiera) | D     | Pierpaolo Baiguera   |
|    | Italia (bandiera) | D     | Giorgio Ballini      |
|    | Italia (bandiera) | D     | Giuseppe Baronchelli |
|    | Italia (bandiera) | D     | Simone Bonassi       |
|    | Italia (bandiera) | C     | Paolo Bonfadini      |
|    | Italia (bandiera) | C     | Oliviero Borra       |
|    | Italia (bandiera) | D     | Daniele Carnasciali  |
|    | Italia (bandiera) | A     | Massimo Castelli     |
|    | Italia (bandiera) | P     | Silvano Catina       |
|    | Italia (bandiera) | C     | Omar Danesi          |
|    | Italia (bandiera) | A     | Marco Fida           |
|    | Italia (bandiera) | P     | Ivan Gamberini       |
|    | Italia (bandiera) | A     | Cristiano Gregori    |

| N. |                      | Ruolo | Calciatore               |
| -- | -------------------- | ----- | ------------------------ |
|    | Italia (bandiera)    | C     | Massimo Mazzucchelli     |
|    | Italia (bandiera)    | C     | Enrico Mendo             |
|    | Italia (bandiera)    | C     | Gianbattista Olivari     |
|    | Argentina (bandiera) | A     | Gabriel Pierino Pedrazzi |
|    | Italia (bandiera)    | D     | Giuseppe Pedretti        |
|    | Italia (bandiera)    | A     | Stefano Preti            |
|    | Italia (bandiera)    | D     | Corrado Ravazzolo        |
|    | Italia (bandiera)    | A     | Carlo Rossi              |
|    | Italia (bandiera)    | C     | Angelo Savoldi           |
|    | Italia (bandiera)    | C     | Pietro Strada            |
|    | Italia (bandiera)    | C     | Piergiorgio Tovoli       |
|    | Italia (bandiera)    |       | Zitta                    |